# José Gotovitch
José Gotovitch, né à Bruxelles le 12 avril 1940 et mort le 16 février 2024,, est un universitaire belge, membre de l'Académie royale de Belgique et professeur honoraire de l'Université libre de Bruxelles. Il est également professeur invité à Paris X Nanterre en 1990 et à l’Institut d’études politiques à Paris en 1996.
De 1987 à 2014, José Gotovitch est administrateur du Centre de recherche et d'information socio-politiques. Il est l’auteur d’une centaine de publications dans des revues scientifiques et d'ouvrages collectifs. Il participe également, comme conseiller scientifique, à de nombreuses émissions historiques de télévision.

## Parcours académique
José Gotovitch poursuit des études d'histoire contemporaine à l’Université libre de Bruxelles (ULB) et soutient en 1961 son mémoire de maîtrise intitulé Contribution à l'histoire de la presse censurée, 1914-1918 sous la direction de Guillaume Jacquemyns.
Depuis son entrée à l'université, en 1957, et jusqu’en 1962, il milite au sein des Étudiants communistes (EC) de l'ULB. Il devient secrétaire politique des EC en 1960.
D'abord assistant à l'ULB auprès du professeur John Bartier pour les « Exercices d'histoire contemporaine », José Gotovitch est ensuite chargé du cours général d'« histoire contemporaine » et crée par la suite le cours « Enjeux et débat ».
En 1971, il publie, en collaboration avec Jules Gérard-Libois, l'ouvrage : L'an 40 : la Belgique occupée, un ouvrage qui fait grand bruit dans le monde académique. Chantal Kesteloot écrit un article à ce sujet dans les Cahiers d'histoire du temps présent.
En 1988, José Gotovitch soutient sa thèse sur les communistes belges de 1939 à 1944. En 1992, elle est publiée sous le titre : Du rouge au tricolore : Les communistes belges de 1939 à 1944. Un aspect de l’histoire de la Résistance en Belgique.
Il crée, la même année, au sein de l'Institut de sociologie de l'ULB, le Groupe d'histoire et de sociologie du communisme, qui devient le Centre d'histoire et de sociologie des gauches, qui compte de nombreuses publications et organise des séminaires et colloques.
Après deux ans dans l'enseignement secondaire, José Gotovitch est engagé comme chercheur au Centre de recherches et d'études historiques de la Seconde Guerre mondiale (CREHSGM), qui voit officiellement le jour en 1967. L'institution devient le Centre d'études et de documentation Guerre et Sociétés contemporaines (CEGES) en 1997, puis le Centre d'étude Guerre et Société (CegeSoma). En 1988, il en devient directeur, jusqu’à sa retraite en 2005. Sous sa direction, l’institution devient un centre d’initiative de la recherche interuniversitaire sur la période, qui s’élargira progressivement à l’ensemble du XXe siècle.

## Implication au sein du Centre des archives communistes en Belgique
José Gotovitch est directeur scientifique du Centre des archives communistes en Belgique. Cette institution conserve les archives du Parti communiste de Belgique, les archives de militants communistes et des ouvrages consacrés au communisme et les sujets qui en découlent.

## Objets de recherche principaux
À partir de 1985, il mène une dizaine de missions de recherches dans les archives de l'Internationale communiste à Moscou. Il sera d’ailleurs un des découvreurs des archives belges volées par l’occupant et reposant secrètement dans la capitale russe depuis 1945. Il a dirigé, avec le professeur M. Narinski, l’équipe du Dictionnaire biographique du Komintern pour les pays de langue française.
Il mène ses recherches dans la double direction de l’histoire de la Seconde Guerre mondiale et du communisme en Belgique, vu principalement sous l’angle social et prosopographique.

## Distinction et prix
- Titulaire de la chaire Francqui aux Facultés universitaires Notre-Dame de la Paix à Namur (1994-1995)[15].
- Prix quinquennal de Stassart pour l’histoire nationale 1992-1997 (Académie royale de Belgique)[16].
- Membre de l’Académie royale de Belgique, classe des Lettres (2004)[17].

## Principales publications
- Avec Jules Gérard-Libois, L'an 40 : la Belgique occupée, Bruxelles, CRISP, 1971
- Camille Huysmans geschriften en documenten. VIII, De Belgische socialisten in Londen, Antwerpen, 1981[18]
- Avec Pascal Delwit, Jean-Marie De Waele, L’Europe des communistes, Bruxelles, Complexe, 1992 [lire en ligne]
- Du rouge au tricolore : Les communistes belges de 1939 à 1944. Un aspect de l’histoire de la Résistance en Belgique, Bruxelles , 1992[19]
- Avec Pascal Delwit, La peur du rouge, Bruxelles, Éditions de l'Université de Bruxelles, 1996.
- Avec Mikhaïl Narinski (dir.), Komintern : l'Histoire et les Hommes. Dictionnaire biographique de l’Internationale communiste en France, Belgique, au Luxembourg, en Suisse et à Moscou (1919-1943), Paris, Éd. de l’Atelier, 2001[20]
- Avec Paul Aron (dir.), Dictionnaire de la Seconde Guerre mondiale en Belgique, Bruxelles, A. Versailles éd., 2008
- Du communisme et des communistes en Belgique. Approches critiques, Bruxelles, 2012[21]